# Jarvis Cocker
Jarvis Branson Cocker (Sheffield, 1963. szeptember 19.) angol zenész, a Pulp együttes frontembere, a kilencvenes évek britpop mozgalmának egyik kultfigurája. A Pulp feloszlását követően sikeres szólókarriert épített. Jelenleg saját műsorát vezeti a BBC Radio 6 Music nevű angol rádióban.

## Élete
Jarvis Cocker Sheffield-ben született és nőtt fel. Apja Mac Cocker, aki színész és DJ elhagyta a családot és Sydney-be költözött, mikor Cocker 7 éves volt. A kapcsolat közte és a családja között teljesen megszűnt. Cocker elmondása szerint azóta sem látták egymást, egy rövid látogatást kivéve 1998-ban.
Bár a sztár a témáról nem szokott beszélni, elmesélte, hogy megbocsátott az apjának, és nem érez keserűséget iránta, inkább csak sajnálatot.

## Karrierje

### Pulp
A Pulp angol alternatív rockzenekar, melyet Cocker 1978-ban alapított Sheffieldben, alig 15 évesen. Kezdetben Arabicus Pulp néven működtek, és bár sok fellépésük volt ottani szórakozóhelyeken, a siker elmaradt. Rengeteg tagcserét követően (Cocker volt az egyetlen állandó tagja) nevüket Pulp-ra rövidítették és a 90-es években végre kezdtek felemelkedni. 1989-ben az NME a My Legendary Girlfriend című dalukat a hét kislemeze rovatban említette, ekkor kezdtek rájuk felfigyelni. 1994-ben az Island Records-hoz szerződtek, és kiadták His 'N' Hers című stúdióalbumukat, amely már a 4. sorlemezük volt. A zenei újságírók egekig magasztalták az albumot, a kritikusoktól magas pontszámot kapott.
Ez még csak a kezdete volt a sikerüknek. 1995-ben megjelent 5. lemezük, Different Class címen, amit az angol zenetörténelem kiemelkedő műveként tartanak számon. A megjelenését követő első héten kétszeres platinalemez lett, és a britpop mozgalom alapművének tartják a mai napig. 1998-as lemezük a This Is Hardcore az eladási listák élén nyitott, ami érthető volt a korábbi sikerekre tekintve. Azonban a lelkesedés hamar lelohadt mikor kiderült, hogy az album nagyon sötét és nyomasztó hangvételű. Ennek többek között az volt az oka, hogy Cocker-t a kokainfüggősége és egy kapcsolatának vége a szakadék szélére terelte. Mindezek ellenére a kritikusokat sikerült meggyőzni: ez volt a csapat eddig legjobban kidolgozott munkája, valamint a Different Class antitézise.
Miután népszerűségük alábbhagyott, a Pulp-nak már csak egy lemeze jelent meg, a We Love Life 2001-ben.
Bár hivatalosan sosem mondták ki, az együttes 2002-ben gyakorlatilag feloszlott. Cocker sokáig kitartott amellett, hogy a Pulp nem fog többé együtt játszani, azonban 2010 novemberében bejelentették a nagy hírt: az együttes újra koncertezni fog. A Different Class-féle klasszikus felállás tagjai, Jarvis Cocker, Steve Mackey, Russell Senior, Mark Webber, Candida Doyle és Nick Banks 2011-ben Európát járták. Felléptek többek között az angol Reading és Leeds fesztiválon, a spanyol Primavera Soundon és augusztusban a Sziget Fesztiválon is. A csapat leszögezte: Nem készítenek új lemezt, csak és kizárólag koncertezni fognak, méghozzá egy évet. Az ír Electric Picnic nevű fesztiválon Cocker célzást tett arra, miszerint ez az együttes utolsó koncertje.
2012. január 9-én viszont további turnéállomásokat jelentettek be, ezúttal Amerikába. Russell Senior gitáros azonban kilépett.
Cocker júniusban azt nyilatkozta az NME-nek, hogy a Pulp összeállása nagy valószínűséggel 2012 végén véget ér.

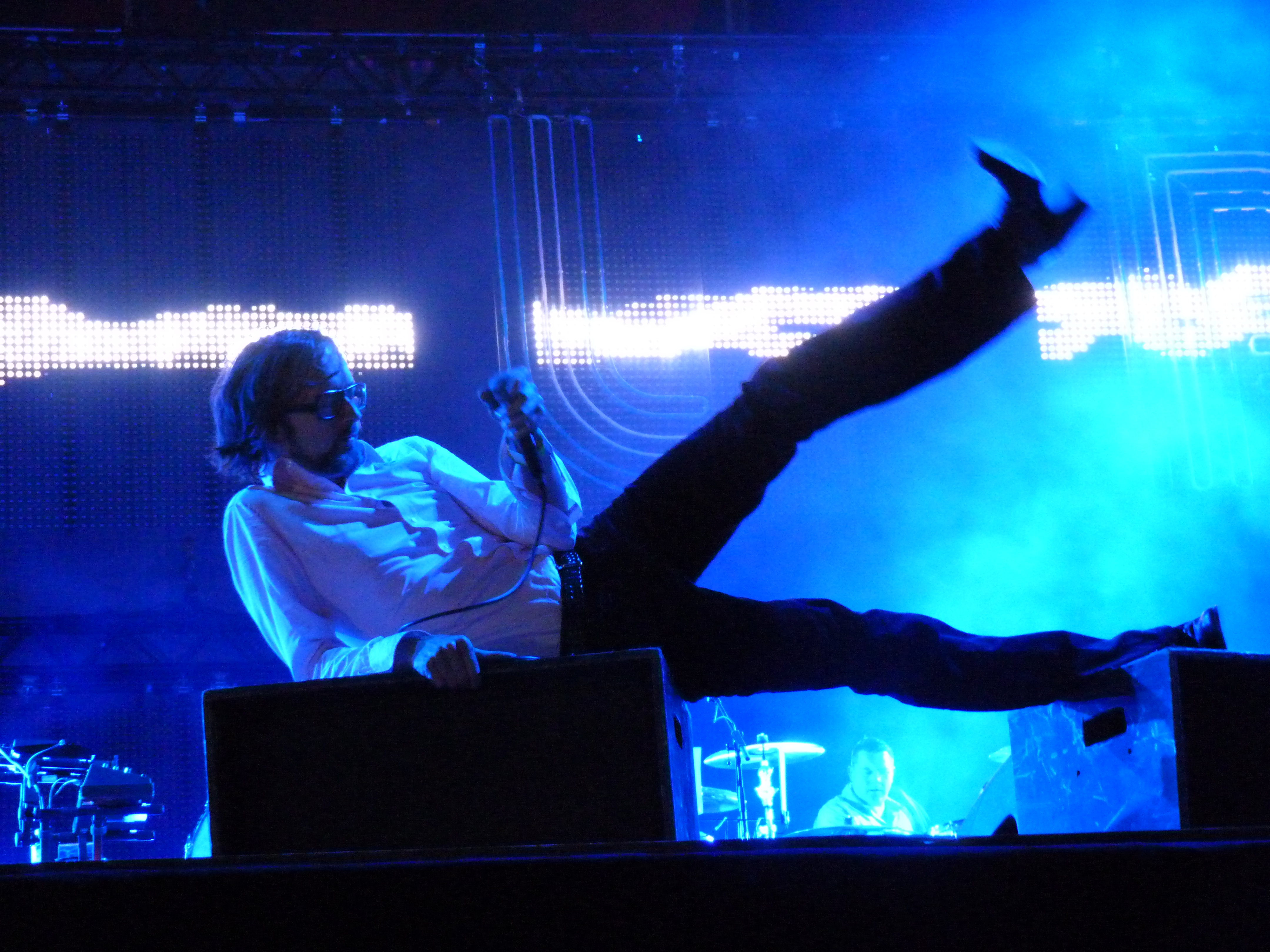
Jarvis Cocker a Sziget Fesztiválon - 2011

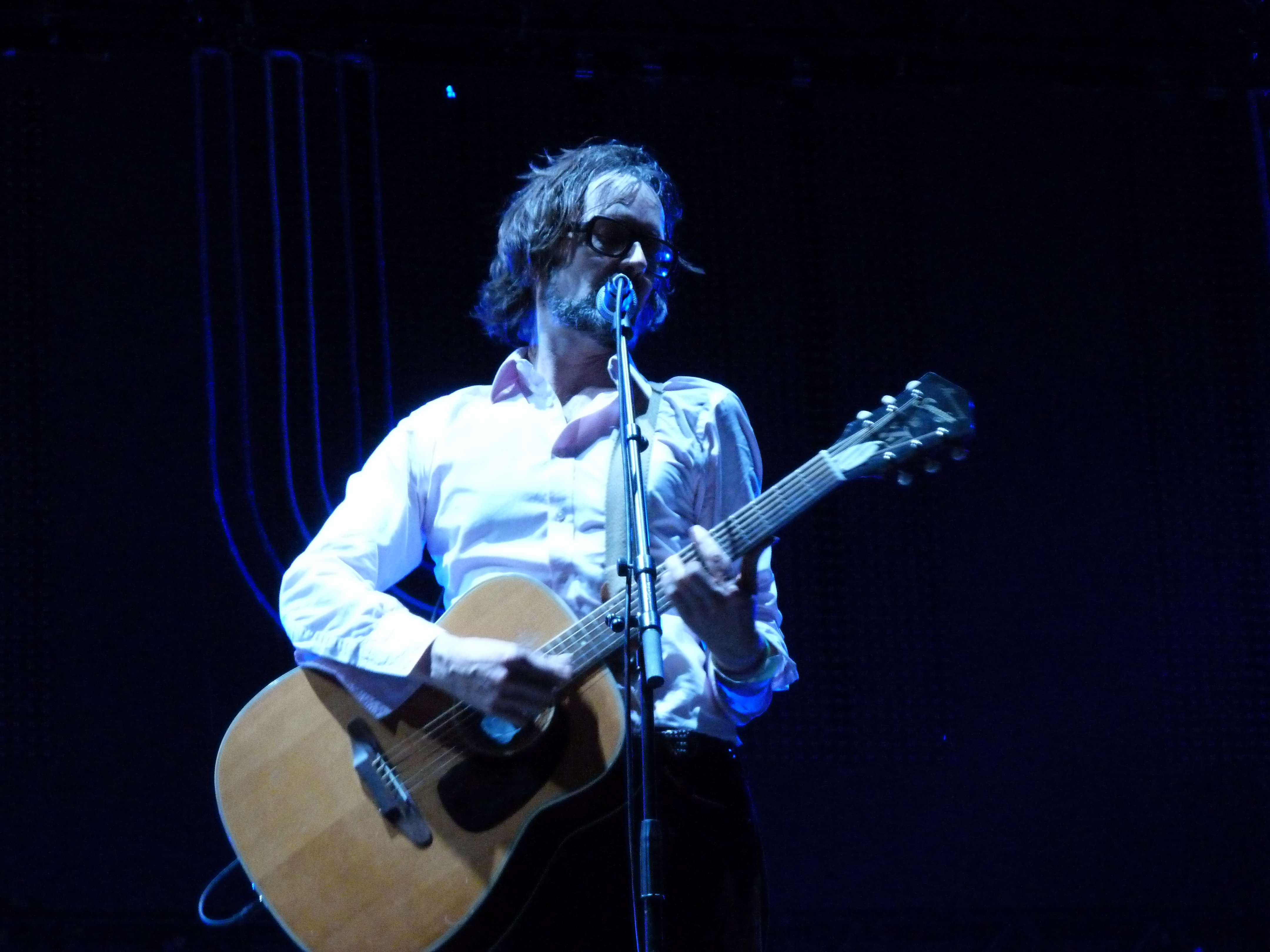
Jarvis Cocker a Sziget Fesztiválon - 2011

### A Michael Jackson-incidens
Cocker az 1996-os BRIT-Awards díjátadó után lett igazán nagy celeb. Michael Jackson hatalmas visszatérésére ezen az estén került sor, és Jarvis megzavarta az előadását. Az ügy rendőrségi kezekbe került, Cocker-t fogvatartották, testi sértés vádjával. A frontember Jackson előadása közben a színpadra ugrott, ott körberohangált és mutogatott. Elmondása szerint senkit sem bántott, csak őt lökdösték. A kamerák felvételei őt igazolták, Jackson rajongói azonban fékezhetetlenek voltak. Az angol média mindennek elmondta Cocker-t, a zenei lapok viszont imádták amit tett és hősként ünnepelték. Noel Gallagher egy "igazi csillag"-nak nevezte Cocker-t, a Melody Maker pedig javasolta lovaggá ütését. Erre nem került sor, de Cocker elmagyarázta tettét: "A cselekedetem egy fajta protestálás volt az ellen, hogy Michael Jackson úgy tekintett saját magára, mint egy Krisztus-szerű figurára, aki gyógyító erővel bír. Csak felfutottam a színpadra. Nem érintkeztem senkivel, ha jól emlékszem."

### Szólókarrierje
Jarvis Cocker 2 szólemezzel jelentkezett. Az első Jarvis címen 2006-ban, a másik "Further Complications." címmel 2009-ben jelent meg. Turnéi során bejárta az egész világot, és olyan előadókkal dolgozott együtt, mint az Air, Scott Walker, Leonard Cohen és Marianne Faithfull.
2003-ban egy rövid ideig a Relaxed Muscle nevű formáció tagja volt, azonban a Darren Spooner álnevet és erős sminket használt, hogy ne tudják meg, ki is ő valójában.
A Radiohead tagjaival és Steve Mackey-vel közösen feltűnt a Harry Potter és a Tűz Serlege című filmben, amiben egy fiktív együttes, a The Weird Sisters énekesét alakította. Később a Fantastic Mr. Fox című animációs film egyik szereplőjének a hangját kölcsönözte. A The Good Night című 2007-es angol romantikus vígjátékban is feltűnik, mégpedig önmagát játssza.
2011-ben a Faber and Faber kiadó gondozásában megjelent Cocker első könyve Mother, Brother, Lover: Selected Lyrics címen.

## Magánélete
Cocker 1985-ben kizuhant egy 2. emeleti lakás ablakából, mikor egy lánynak akart felvágni. Ebből kifolyólag eltört a medencecsontja, egy karja és egy lába, hónapokig tolókocsival tudott csak közlekedni és így is koncertezett.
1988-ban a londoni Central Saint Martin's College of Art and Design egyetem tanulója lett. 1991-ben végezte el.
1998-tól Chloë Sevigny amerikai modellel járt, de volt kapcsolata Helena Christensen-el és az Elastica énekesenőjével, Justine Frischmann-al is.
2003-ban összeházasodott Camille Bidault-Waddington francia divattervezővel, és Párizsba költözött. A párnak egy közös fia született, Albert (2003. március 24.), de felesége előző házasságából született fia, Otto is velük élt. 2009 áprilisában jelentették be, hogy elválnak. Az énekes azóta Párizs és London között ingázik, hogy továbbra is részt vehessen fia életében, de az állandó lakhelye Londonban található.

## Diszkográfia
Pulp:
- It (1983)
- Freaks (1987)
- Separations (1992)
- His 'n' Hers (1994)
- Different Class (1995)
- This Is Hardcore (1998)
- We Love Life (2001)

Szólóalbumok:
- Jarvis (2006. november 13.) #37 UK
- Further Complications (2009. május 18.) #19 UK, #155 US

## Fordítás
- Ez a szócikk részben vagy egészben  a   Jarvis Cocker című angol Wikipédia-szócikk fordításán alapul.  Az eredeti cikk szerkesztőit annak laptörténete sorolja fel. Ez a jelzés csupán a megfogalmazás eredetét és a szerzői jogokat jelzi, nem szolgál a cikkben szereplő információk forrásmegjelöléseként.